# Fidel Hollinger

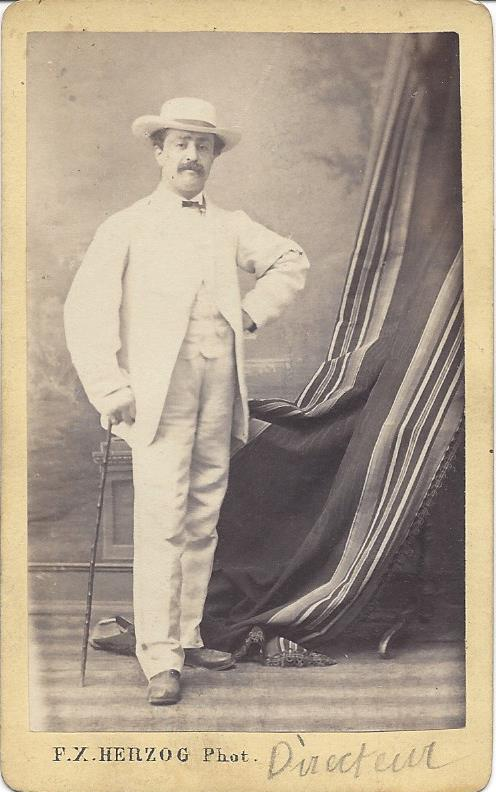
CDV Fidelius Hollinger um 1870 bei F.X. Herzog Lörrach.

Fidel Hollinger (* 2. Februar 1818 in Waldshut; † 4. August 1889 Diedenhofen) war ein deutscher Buchdrucker und Verleger des Vormärz, der Märzrevolution von 1848/1849 in Baden und der Emigrantenszene im London der 1850er Jahre.

## Leben

### Herkunft und Familie
Fidel Hollinger wurde 1818 in Waldshut als Sohn eines verarmten Schreibers geboren. Der Spitalfond der Stadt Waldhut ermöglichte ihm und seinem Bruder Konrad 1832 eine Buchdruckerlehre in Konstanz. Fidel Hollinger ehelichte Mitte der 1840er Jahre eine Tochter des Stadtammanns von Rheinfelden AG, Josef Anton Bröchin. Der gemeinsame Sohn und Nachfolger im Verlag Gustave Hollinger wurde am 10. Januar 1865 in Rheinfelden AG geboren. Für eine Tragödie im Londoner Haus Hollingers in der Litchfield Street 3 in Soho spricht eine Meldung im The Lancet vom 25. August 1860, nach der in der Vorwoche unter dieser Adresse drei Mädchen einer Familie innerhalb von drei Tagen an Scharlach  verstarben.

### Vormärz
Nach im März 1841 eingereichtem Gesuch eröffneten die Brüder Hollinger in der auf Schweizer Gebiet gelegenen Gemeinde Jüppen einen Verlag. Die von ihnen zur Umgehung der badischen Zensur in der Schweiz herausgegebene politische Zeitschrift der „Rheinbote“ vertrat radikaldemokratische Positionen und richtete sich an eine badische Leserschaft. Bereits Anfang Juli 1841 verzogen Fidel und Konrad Hollinger nach Großlaufenburg. Ihr Blatt der „Wächter am Rhein“ richtete sich nunmehr sowohl an eine badische als auch aargauische Leserschaft.
1842 verfasste Fidel Hollinger zwei politische Aufsätze mit dem Titel „Deutsche Briefe eines Unstudirten (sic)“, die im Rheinboten vom 11. und vom 15. März erschienen. Aufgrund dieser Pamphlete wurde in Freiburg ein Verfahren gegen Fidel Hollinger und seinen Redakteur, den Schweizer Tierarzt Carl Moritz Dietschi, eröffnet. Am 30. April 1843 wurde Fidel Hollinger auf der Rheinbrücke in Kleinlaufenburg verhaftet und anschließend in Freiburg durch das Hofgericht des Oberrheinkreises zu einer 6-monatigen Freiheitsstrafe wegen diverser Pressevergehen, Aufruhrstiftung und Majestätsbeleidigung verurteilt.
Hollinger war an der in der Schweiz erfolgten Drucklegung, sowie am Schmuggel der ältere Vorbilder plagiierenden Skandalgeschichte "Kaspar Hauser, der Thronerbe Badens" beteiligt, die von dem politischen Abenteurer und zeitweiligen Sympathisanten frühkommunistischer Bewegungen Sebastian Seiler verfasst worden war. Das Pamphlet wurde zwischen 1840 und 1847 dreimal aufgelegt und hatte zu einer erheblichen Belastung der badisch-schweizerischen Beziehungen geführt.

### Badische Revolution
Nach der Haftentlassung verzog Hollinger zu seinem späteren Schwiegervater dem Stadtammann Bröchin nach Rheinfelden und setzte dort ab September 1844 seine publizistische Tätigkeit mit der Herausgabe der „Volks-Zeitung“ fort. Die politischen Veränderungen in Baden nach dem Gefecht auf der Scheideck am 20. April 1848 radikalisierten das im Mai 1848 in den „Volksfreund“ umbenannte Blatt. Der in das benachbarte Muttenz emigrierte badische Revolutionär und Politiker Friedrich Hecker wurde für einige Wochen Mitherausgeber. Am 24. April 1848 überfiel Fidel Hollinger mit Begleitern das Pfarrhaus von Warmbach, da der dortige Pfarrer fünfzig Gewehre zurückhielt. Im September 1848 beteiligte sich Fidel Hollinger aktiv am „Struve-Putsch“. Er war Anführer einer kleinen Abteilung, die in der Nacht vom 22. auf den 23. September das Hauptzollamt in Rheinfelden und den Oberinspektor Schilling überfiel. Mit dem schriftlichen Einverständnis Gustav Struves behielt Fidel Hollinger 400 Gulden aus der Zollkasse als "Zeitungsgelder" für zuvor beschlagnahmte Ausgaben seiner Zeitungen ein. Der verlegerischen und revolutionären Offensive folgten am 5. Oktober 1848 die Ausweisung aus dem Kanton Aargau und die Verhaftung in Baden. Fidel Hollinger, in der Festung Rastatt interniert, wurde zu einer Gesamtstrafe von 168 Jahren verurteilt, der er infolge der ausgebrochenen dritten Erhebung der Badischen Revolution entkam.

### Emigration
Hollinger, Sekretär im Rang eines Leutnants im Dienst der badischen Revolutionsregierung, gelang nach der Niederschlagung der Erhebung im Juli 1849 als Schnitter verkleidet die Flucht nach Hagenau im Elsass, wo er 1850 die "Hagenauer Zeitung" herausgab. Aufgrund der antinapoleonischen Einstellung des Blattes wurde er noch 1850 vorübergehend von den französischen Behörden interniert und nach Le Havre abgeschoben. Dort entschloss sich Hollinger zur Emigration nach London, wo er sich als Sprachlehrer durchschlug, eine Anstellung als Drucker beim "Morning Chronicle" fand und sich privat weiter politisch betätigte. Zu seinen engeren Freunden und Weggefährten zählten Karl Blind, Amand Goegg und Franz Sigel. Als Fidelio Hollinger hatte er in der Litchfieldstreet Nr. 3 in Soho eine Druckerei eröffnet. Im Auftrag des Deutschen Arbeiterbildungsvereins druckte er vom 7. Mai bis zum 26. August 1859 die nach 16 Ausgaben eingegangene Wochenzeitung "Das Volk", bei der ab der zweiten Ausgabe Karl Marx inoffiziell mitarbeitete. Der wirtschaftliche Erfolg stellte sich nicht ein. Entgegen der Bemühungen von Marx kamen zu wenige Subskribenten zusammen. Ende September 1859 verklagte Hollinger Marx auf Zahlung der offenen Beträge.  Marx bezeichnete Hollinger in einem Brief an Friedrich Engels als „Schweinehund“, weil Hollinger Marx zum „Eigentümer“ des Volks erklärt hatte. Im November 1859 kam es zu einer weiteren Auseinandersetzung über ein von Hollinger gedrucktes anonymes Flugblatt seines alten Weggefährten Karl Blind mit dem Titel "Zur Warnung". Karl Marx beschuldigte Hollinger in seiner Schrift Herr Vogt, eine falsche eidesstattliche Erklärung wegen des Flugblattes „Zur Warnung“ abgegeben zu haben.
Neben dem Druck der Zeitung Das Volk verlegte er 1859 die englische Erstausgabe von Puschkins Hauptmannstochter und eine Broschüre zu Schiller von Karl Blind. Weitere Publikationen Hollingers in London sind nicht bekannt.

### Zurückgekehrt nach Deutschland
Die 1863 erlassene Generalamnestie des Großherzogtums Badens für die Teilnehmer der revolutionären Ereignissen von 1848/49 ermöglichte Fidel Hollinger 1866 nach 16-jährigem Aufenthalt in London die Rückkehr nach Baden. In Lörrach eröffnete er den Verlag F. Hollinger und gab regionale Literatur sowie ab September 1867 die liberale und gemäßigte Zeitung "Die Stimme vom Wiesental" heraus.

### Neuanfang in Lothringen
Die Besetzung Elsass-Lothringens nach dem Krieg von 1870 bis 1871 nutzte Fidelius Hollinger für einen Neuanfang und siedelte auf ein Angebot des dortigen Landrates nach Thionville über, wo er von 1872 bis zu seinem Tod am 4. August 1889 das zweisprachige wöchentlich erscheinende liberal gestimmte "Diedenhofer Kreisblatt (Mosel- und Niedzeitung)" herausgab und regionale Schriften verlegte. Der Sohn, des Nestors der "Press of the Reichsland" (so der Nachruf im Athenaeum von 1889), Gustave Hollinger führte die Zeitung, die bis zu seiner Ausweisung aus Lothringen 1919 in einer Auflage von zuletzt 3000 Exemplaren erschien, weiter.

## Publikationen Hollingers
- Der Rheinbote. ab 1841 in Full-Jüppen.
- Der Wächter am Rhein. von 1842 bis 1843 in Großlaufenburg.
- F. Hollinger: Deutsche Briefe eines Unstudirten. Großlaufenburg 1842.
- Altvogt Andres und die Badische Volkskammer im Jahre 1842. Eine Schwarzwälder Wirthshausscene. Aus einer Zeitschrift besonders abgedruckt. Hollinger'schen Offizin, Laufenburg 1842. Digitalisat
- Die Volks-Zeitung. ab 1844 in Rheinfelden AG
- Der Volksfreund. Redigiert von  Dr. Hecker und andern anerkannten und bewährten Volksmännern. F. Hollinger, Rheinfelden 1848/49.
- Karl Heinzen: Frankreichs "„Brüderlicher Bund mit Deutschland“. F. Hollinger, Rheinfelden 1848 Digitalisat
- Hagenauer Zeitung.  Hagenau / Elsaß 1850.
- Das Volk. F. Hollinger, London 1859.[22]
- Karl Blind: Schiller. A scetch of his career and works. F. Hollinger, London 1859.
- Alexander Puschkin: The Captain´s daughter. Übersetzung aus dem Russischen durch J. F. Hanstein, F. Hollinger, London 1859 Digitalisat
- Die Stimme vom Wiesenthal. Lörrach 1867 bis 1871.
- Das badische Markgräflerland mit besonderer Rücksicht auf die Chronik von Kandern von den ältesten Zeiten bis 1850 und großentheils handschriftlichen Quellen geschildert von Karl Mehrer. F. Hollinger, Lörrach 1871.
- Diedenhofer Bote - Courrier de Thionville, ab 1879 Diedenhofer Kreisblatt (Mosel- und Niedzeitung). 1872 bis 1889 in Diedenhofen/Lothringen.
- Wildermann: Resultate der zu Diedenhofen vom 1. Juni 1873 bis 1. Juli 1875 angestellten meteorologischen Beobachtungen, verglichen mit denen von Metz und Trier. F. Hollinger, Diedenhofen 1875.
- Eduard Mertens: Hesiodische Studien. F. Hollinger, Diedenhofen 1885.
- Karl Meinhold: Animadversiones in Justiniani Institutiones. F. Hollinger, Diedenhofen 1887.
- Zwölfter Jahresbericht über das Progymnasium zu Diederhofen im Schuljahr 1882-83. Druck der F. Hollinger'schen Buchdruckerei,  Diedenhofen 1883.
- Wilhelm Kahl: Democrit in Ciceros philosophischen Schriften. F. Hollinger, Diedenhofen 1889. Digitalisat